# Куцяба Ярослав Степанович
Яросла́в Степа́нович Куця́ба (*12 квітня 1989, с. Стоянів Радехівського району Львівської області) — український футболіст, захисник.
Вихованець ДЮСШ «Карпати» Львів, виступав за «Карпати-2» в другій лізі та молодіжний склад «Карпат», однак не зумів пробитися до основної команди клубу. Грав за юнацькі збірні України різного віку. Чемпіон України серед молодіжних команд 2009/10 у складі «Карпат». У тому сезоні Ярослав забив 12 м'ячів і став другим найкращим бомбардиром «Карпат» і четвертим найкращим бомбардиром першості.
У 2010—2012 роках виступав за друголігові МФК «Миколаїв» і «Прикарпаття», а також першоліговий ФК «Львів». Другу половину 2012 року провів за команду «Спиртовик» (Лопатин) у першій лізі Львівської області, а сезон 2013 — за «Гірник» (Соснівка) в прем'єр-лізі області.